# Картавенко, Андрей Маркович
Андрей Маркович Картавенко (19 октября 1906 года, с. Калачёво, Мглинский уезд, Черниговская губерния — 4 августа 1983 года, Киев) — советский военный деятель, полковник (1942 год).

## Начальная биография
Андрей Маркович Картавенко родился 19 октября 1906 года в селе Калачёво Мглинского уезда Черниговской губернии.

## Военная служба

### Довоенное время
В ноябре 1928 года призван в ряды РККА и направлен в 27-й Быкадоровский кавалерийский полк (5-я кавалерийская дивизия, Северокавказский военный округ), дислоцированный в Майкопе, где после окончания полковой школы в октябре 1929 года назначен на должность командира взвода.
В 1930 году вступил в ряды ВКП(б). В октябре того же года направлен на учёбу в Новочеркасское кавалерийское училище, после окончания которого в октябре 1932 года направлен в 34-й кавалерийский полк в составе 6-й Чонгарской кавалерийской дивизии (Белорусский военный округ), где служил на должностях командира взвода, техника конного дела, помощника начальника штаба, начальника штаба полка. В 1938 году окончил вечерний факультет Военной академии имени М. В. Фрунзе, после его вернулся в полк и в сентябре 1939 года принял участие в ходе похода в Западную Белоруссию.

### Великая Отечественная война
С началом войны Картавенко стал личным порученцем наркома обороны С. К. Тимошенко, после чего принимал участие в боевых действиях в ходе Смоленского сражения.
В ноябре назначен на должность начальника штаба Особой кавалерийской группы под командованием Л. М. Доватора, которая вскоре была преобразована в 3-й, а в ноябре — во 2-й гвардейский кавалерийский корпус, впоследствии участвовавший в контрнаступлении под Москвой, а также в Клинско-Солнечногорской наступательной операции.
В период с 1 января по 28 февраля 1942 года временно командовал 3-й гвардейской кавалерийской дивизией, которая вела боевые действия в ходе Ржевско-Вяземской наступательной операций, а также в рейдах по тылам войск противника. В июне того же года Картавенко направлен на учёбу на ускоренный курс Высшей военной академии имени К. Е. Ворошилова, после окончания которого вернулся на должность начальника штаба 2-го гвардейского кавалерийского корпуса.
В феврале 1943 года назначен на должность командира 23-й гвардейской стрелковой дивизии, которая принимала участие в боевых действиях в ходе Демянской, Старорусской и Ленинградско-Новгородской наступательных операций.
11 июня 1944 года полковник А. М. Картавенко назначен на должность командира 282-й стрелковой дивизии, однако уже 27 июня был ранен и после выздоровления в августе назначен на должность заместителя командира 12-го гвардейского стрелкового корпуса, который вскоре принимал участие в ходе Тартуской и Рижской наступательных операций
В октябре назначен на должность командира 377-й стрелковой дивизии, которая вскоре принимала участие в боевых действиях против Курляндской группировки противника.

### Послевоенная карьера
В июле 1945 года назначен на должность заместителя командира 7-го гвардейского стрелкового корпуса (Ленинградский военный округ), в феврале 1946 года — на должность командира 85-й гвардейской стрелковой дивизии, а в октябре того же года — на должность командира 131-го гвардейского стрелкового полка в составе 45-й гвардейской стрелковой дивизии.
В апреле 1947 года полковник Картавенко зачислен в распоряжение командующего ВДВ и в мае того же года назначен на должность командира 317-го гвардейского парашютно-десантного полка в составе 103-й гвардейской воздушно-десантной дивизии (Белорусский военный округ), в августе 1949 года — на должность командира 12-й гвардейской стрелковой бригады (20-й гвардейский стрелковый корпус, Киевский военный округ), дислоцированной в г. Белая Церковь.
С ноября 1950 года служил преподавателем и старшим преподавателем общевойсковой подготовки военной кафедры Киевского лесохозяйственного института, а с сентября 1954 года — старшим преподавателем Украинской сельскохозяйственной академии.
Полковник Андрей Маркович Картавенко в январе 1956 года вышел в запас. Умер 4 августа 1983 года в Киеве.

## Награды
- Орден Ленина (30.04.1954);
- Три ордена Красного Знамени (09.08.1941, 12.03.1943, 20.06.1949);
- Орден Александра Невского (06.06.1945);
- Два ордена Красной Звезды (03.11.1941, 21.02.1945);
- Медали.